# غول ۲
غول ۲ (به انگلیسی: Gigante) فیلمی در ژانر درام به کارگردانی آدریان بینیز محصول سال ۲۰۰۹ است. در این فیلم بازیگرانی همچون هاراکیو کاماندول و لئونور سورکاس بازی کرده‌اند.